# Eslarn
Eslarn település Németországban, azon belül Bajorországban. Lakosainak száma 2747 fő (2023. december 31.). Eslarn Bělá nad Radbuzou, Třemešné és Rozvadov községekkel határos.

## Népesség
A település népessége az elmúlt években az alábbi módon változott:
| Lakosok száma | 2303 | 3306 | 2950 | 2997 | 2733 | 2711 | 2737 | 2720 | 2679 | 2747 |
|               | 1875 | 1950 | 1975 | 1987 | 2012 | 2014 | 2016 | 2017 | 2021 | 2023 |